# فورست نولز (سان فرانسيسكو)
غابة نولز هي أحد أحياء سان فرانسيسكو، وتقع داخل اينر سانسيت على الجانب الجنوبي الغربي من جبل سوترو، بالقرب من حرم جامعة كاليفورنيا الرئيسي. يقع وارن درايف على الحدود الجنوبية والغربية، وجبل سوترو هو الحدود الشمالية وحي ميدتاون تيراس من الشرق. معظم المنازل منفصلة تمامًا ويطل العديد منها على خليج سان فرانسيسكو أو المحيط الهادئ.